# Dance Little Sister (The Rolling Stones)
Dance Little Sister è un singolo del gruppo musicale britannico The Rolling Stones, pubblicato il 25 ottobre 1974 come secondo estratto dal dodicesimo album in studio It's Only Rock 'n' Roll.

## Descrizione
La canzone venne pubblicata negli Stati Uniti come lato B del singolo Ain't Too Proud to Beg.